# 乾定
乾定（西夏文：𘀗𗪚，1223年九月—1226年七月）是西夏献宗李德旺的年號，共計4年。

## 改元
- 光定十三年（1223年）——九月，李遵頊退位，李德旺即位，改元乾定。[2][3][4]
- 乾定四年（1226年）——七月，李德旺去世，李睍即位，改元寶義。[2][4]

## 纪年對照表
| 乾定 | 元年   | 二年   | 三年   | 四年   |
| ---- | ------ | ------ | ------ | ------ |
| 公元 | 1223年 | 1224年 | 1225年 | 1226年 |
| 干支 | 癸未   | 甲申   | 乙酉   | 丙戌   |

## 同期存在的其他政权年号
- 中國
  - 嘉定（1208年－1224年）：宋—宋寧宗趙擴之年號
  - 宝庆（1225年－1227年）：宋—宋理宗赵昀之年号
  - 元光（1222年－1223年）：金—金宣宗完顏珣之年號
  - 正大（1224年－1231年）：金—金哀宗完顏守緒之年號
  - 天泰（1215年－1223年）：金時期—蒲鮮萬奴之年號
  - 大同（1224年－1233年）：金時期—蒲鮮萬奴之年號
  - 天開（1205年－1225年）：大理—段智祥之年號
  - 天輔（1226年）：大理—段智祥之年號
- 越南
  - 建嘉（1211年－1224年）：李朝—李旵之年號
  - 天彰有道（1224年－1225年）：李朝—李天馨之年號
  - 建中（1226年－1232年）：陳朝—陳太宗陳日煚之年號
- 日本
  - 貞應（1222年－1224年）：後堀河天皇之年號
  - 元仁（1224年－1225年）：後堀河天皇之年號
  - 嘉祿（1225年－1228年）：後堀河天皇之年號

## 深入閱讀
- 李崇智. . 北京: 中華書局. 2004年12月. ISBN 7101025129.
- 鄧洪波. . 臺北: 國立臺灣大學東亞經典與文化研究計劃. 2005年3月  [2021-12-13]. ISBN 9789860005189. （原始内容 (pdf)存档于2007-08-25）. （页面存档备份，存于）
- 長部和雄.  (pdf). 東京: 京都大學. 1933年7月1日  [2021年12月13日]. ISBN. （原始内容存档 (PDF)于2021年12月9日）. （页面存档备份，存于）
- 長部和雄.  (PDF). 東京: 京都大學. 1933年10月1日  [2021年12月18日]. ISBN. （原始内容 (pdf)存档于2021年12月18日）. （页面存档备份，存于）

## 參看
- 中國年號索引

| 前一年號： 光定 | 西夏年号 | 下一年號： 寶義 |